# I Want Tomorrow
I Want Tomorrow é um single da cantora irlandesa Enya, de seu primeiro álbum de estúdio, Enya, lançado em 1987.